# DNCE
DNCE（ディー・エヌ・シー・イー）は、アメリカ合衆国のダンスロック・バンド。
ボーカルのジョー・ジョナス、ドラムのジャック・ロウレス、ギターのイ・ジンジュ、ベースのコール・ホイットルで、このグループは構成されている。2015年9月にリパブリック・レコードと契約して、デビュー・シングル「ケーキ・バイ・ザ・オーシャン」をリリースした。米国Billboard Hot 100を含む幾つかのチャートでトップ10入りを果たし、Billboardチャートでは最高9位だった。彼らのデビューEP『Swaay』は約1か月後にリリースされた。バンドと同名のデビュー・アルバム『DNCE』は2016年11月にリリースされた。彼らはまた、キッズ・チョイス・アワード2016のフェイバリッド新人アーティスト賞、ラジオ・ディズニー・ミュージック・アワード2016のリップシンク最優秀曲や最優秀アンセムにもノミネートされた。2019年のジョナス・ブラザーズ再結成により活動休止。
日本との関連では、女優の仲里依紗が同バンドのミュージックビデオに出演したことが報じられたほか、2017年10月にはSEKAI NO OWARI (End of the World)とのコラボ曲"Hollow"を発表、同年11月には“GOGO SAIKO“と銘打った日本ツアー公演を行なっている。
2022年、コール・ホイットルを除く3人で活動を再開したが、2023年に再び活動を休止している。

## 経歴
ジョー・ジョナスは当初、3人組ポップ・バンドであるジョナス・ブラザーズの一員として、兄弟のニックやケビンと共に名声を博していた。イ・ジンジュおよびジャック・ロウレスの2人は、ジョナス・ブラザーズのライブにおけるバックバンドに（在籍期間は異なるも）参加し、それぞれギターとドラムを演奏していた。ジョナスとロウレスが同時に在籍していた時期にDNCEのアイデアが初めて浮かんだが、この計画は両名それぞれの多忙なスケジュールのため先延ばしされていた。ジョナス、ロウレス、イは2015年にDNCEを正式に結成し、その直後からデビュー・アルバムの作業に取り掛かった。アルバム作業はすでに始まっていたが、バンドにしっくり嵌まる4人目のメンバー探しは難航していた 。ジョナスは、DNCEのデビュー・アルバムの作詞家ジャスティン・トランターと仕事をするようになり、これがホイットル（トランター率いるセミ・プレシャス・ウェポンズの元ベーシスト）とジョナスが仲良くなるきっかけだった。最終的に、ホイットルがバンドの一員として加わることになった。
DNCEというバンド名は、酔っ払いすぎて「ダンス(dance)」の単語を綴れない状態だとの歌詞が出てくる、アルバム用に書かれた楽曲にちなんで名付けられた。後にジョナスは「（自分達）4人が一つになることの不完全な素晴らしさ」を説明するものとしてこの名前をグループで決定したと付け加えた。後にイは「この単語の綴りと同じように、人生で踊るのに完璧なダンサーになる必要はない」と付言した。このバンドはニューヨークでゲリラ出演の演奏をするようになり、今後のツアーに向けたリハーサルおよび告知を兼ねた演奏を行った。DNCEは2015年9月にInstagramの公式アカウントを作成した。その後 ジョーは9月10日に自身のアカウントでバンドのティーザー動画を投稿し、バンド公式ページへのタグ付けを行なった。
同グループは2015年9月18日にデビュー・シングル「ケーキ・バイ・ザ・オーシャン」をリリースした。出だしは遅かったが、幾つかのチャートでこの曲は何とかトップ10入りした。米国のBillboard Hot 100では9位、カナダのHot 100では7位になった。同年10月23日、デビューEP『Swaay』をリリース。4曲収録のこのEPは『エンターテインメント・ウィークリー』誌で「（ジョーの）以前のバンドでの滑らかなパワーポップや彼のソロ・アルバムでのエレクトロ・ポップ・スタイルとの違いを分けている」と書かれるなど好意的な評価を受けた。2015年11月、このバンドは「Greatest Tour Ever」として知られる14日間のツアーを始め、全日程が完売となった。このツアーは評論家の称賛を受け、未発表曲のほか古いクラシックスのカバー曲に注目が集まった。
2016年1月31日、ブロードウェイの『グリース』を生放送するフォックス放送の特別番組『Grease: Live』内でDNCEがカメオ出演を果たした。同バンドはジョニー・カジノ&ザ・ギャンブラーズとして高校のダンスシーンで出演し、そこで1950年代を彷彿させる編曲の「ケーキ・バイ・ザ・オーシャン」やザ・クリケッツのカバー曲「Maybe Baby」を組み込んで、『グリース』の楽曲「Born to Hand Jive」「Rock & Roll Is Here to Stay」と一緒に演奏した。『ローリング・ストーン』誌のインタビューにて、DNCEはニューヨーク公演を終えたところで特番のプロデューサーによる打診があったこと、そして自分がずっと『グリース』のファンだったことを、ジョナスは説明した。
2016年2月、バンドはセレーナ・ゴメス復活ツアーで前座を務めた。同年4月22日、彼らはBBC Oneの『The Graham Norton Show』に出演し、デビュー・シングルを演奏した。同年10月、日本の女優仲里依紗が彼らのシングル曲「ボディー・ムーヴズ」のミュージックビデオに出演していたことが判明した。同年11月18日、DNCEはバンドと同名タイトルのデビュー・アルバムをリリースした。2017年4月、シングル「Kissing Strangers」でニッキー・ミナージュとのコラボレーションを果たした。
2018年の出だしとして、彼らは1月26日にシングル曲「Dance」をリリースした。 6月15日、DNCEは楽曲「TV in the Morning」「Still Good」「Lose My Cool」「Man On Fire」を収録した4曲入りEP『People To People』をリリースした。
ジョナスとロウレスの両名がジョナス・ブラザーズとの仕事を再開したことで、DNCEは活動を休止した。ジョナス・ブラザーズはその後、自分達のライブに楽曲「ケーキ・バイ・ザ・オーシャン」を取り入れた。ロウレスとイは、2021年8月から10月にかけてジョナス・ブラザーズの「Remember This Tour」におけるバックバンドに参加した。
2022年2月7日、コール・ホイットルを除く3人での活動再開を発表。同月25日にはカイゴとのコラボ曲「Dancing Feet」が発売され、これが活動再開後、初のシングルとなった。そして、5月6日にはDNCEとして、活動再開最初のシングル「Move」がリリースされた。2023年、バンドは再び活動を休止した。

## 芸術性
バンドメンバーのコール・ホイットルは「音楽的に、自分達は優れたガレージバンドによって演奏されるディスコ・ファンクのヒット曲みたいな音作りをしている」と語っている。
このバンドの受けた影響には、ダリル・ホール&ジョン・オーツ、ビージーズ、レッド・ツェッペリンなどが含まれている。

## メンバー
- ジョー・ジョナス (Joe Jonas) - リード・ボーカル

ジョナスは最初に、音楽、映画、テレビにわたって相当な成功を収めたポップ・バンド、ジョナス・ブラザーズのリーダー兼看板歌手として名を馳せた。
- ジャック・ロウレス (Jack Lawless) - ドラム、パーカッション、バック・ボーカル

ロウレスは、ジョナス・ブラザーズの2007年ツアー(Marvelous Party Tour)から彼らの解散までドラムを務め、2019年に彼らが再結成して以降もドラムを演奏している。ロウレスとジョナスは同居人で、ロウレスは同居後のツアーでこのバンドとの演奏を続けるようになった。2010年にロウレスはオルタナティヴ・ロック・バンド、Ocean Groveのドラマーとなり、同グループは2011年にデビューEPをリリースした。
- イ・ジンジュ (JinJoo Lee) - ギター、バック・ボーカル

ジンジュ・リーとも呼ばれる。イは韓国出身で、ロウレスと同じく以前はジョナス・ブラザーズなどのツアーに参加してギター演奏をしていた。彼女は2010年から2011年にかけてシーロー・グリーン率いるツアーバンドの一員だったが、その後はジョジョやチャーリーXCXと共に活動していた。
- コール・ホイットル (Cole Whittle) - ベース、キーボード、バック・ボーカル

ホイットルはセミ・プレシャス・ウェポンズのベーシストとして名声を博し、同バンドは活動中に3枚のスタジオ・アルバム（最終アルバムは2014年）をリリースした。彼は近年、セミ・プレシャス・ウェポンズのメンバー仲間ジャスティン・トランターと共に作詞家としても貢献している。2022年のDNCE活動再開時には、ソロとしての活動を優先して参加しなかった。

## ディスコグラフィ

### スタジオ・アルバム
- 『DNCE』 - DNCE (2016年)

## 映像出演
| 年   | 題名         | 役名                                | 備考   |
| ---- | ------------ | ----------------------------------- | ------ |
| 2016 | Grease: Live | ジョニー・カジノ&ザ・ギャンブラーズ | TV特番 |

## ツアー公演
| タイトル - The Greatest Tour Ever Tour (2015年-2016年) - DNCE in Concert (2017年) - DNCE GOGO SAIKO Japan Tour (2017年) ― 東京、大阪、名古屋の3ヵ所でツアー公演した。 前座 - Revival Tour (セレーナ・ゴメス) (2016年) - 24K Magic World Tour (ブルーノ・マーズ) (2017年-2018年) |

## 受賞・ノミネート
| 年   | 賞                                         | 部門                                               | 対象                             | 結果       |
| ---- | ------------------------------------------ | -------------------------------------------------- | -------------------------------- | ---------- |
| 2016 | アメリカン・ミュージック・アワード         | フェイバリット ポップ/ロックバンド/デュオ/グループ | DNCE                             | ノミネート |
| 2016 | アメリカン・ミュージック・アワード         | 今年の新人アーティスト                             | DNCE                             | ノミネート |
| 2016 | キッズ・チョイス・アワード                 | フェイバリット新人アーティスト                     | DNCE                             | ノミネート |
| 2016 | ラジオ・ディズニー・ミュージック・アワード | 最優秀アンセム                                     | 「ケーキ・バイ・ザ・オーシャン」 | ノミネート |
| 2016 | ラジオ・ディズニー・ミュージック・アワード | 最優秀新人アーティスト                             | DNCE                             | ノミネート |
| 2016 | ラジオ・ディズニー・ミュージック・アワード | 最優秀リップシンク楽曲                             | 「ケーキ・バイ・ザ・オーシャン」 | ノミネート |
| 2016 | MTVヨーロッパ・ミュージック・アワード      | 最優秀新人                                         | DNCE                             | ノミネート |
| 2016 | MTVヨーロッパ・ミュージック・アワード      | 最優秀プッシュ                                     | DNCE                             | 受賞       |
| 2016 | MTV Video Music Awards                     | 最優秀新人アーティスト                             | DNCE                             | 受賞       |
| 2016 | MTV Video Music Awards Japan               | 国際新人アーティスト                               | DNCE                             | 受賞       |
| 2016 | ティーン・チョイス・アワード               | 音楽部門:急上昇アーティスト                        | DNCE                             | ノミネート |
| 2016 | ティーン・チョイス・アワード               | 音楽部門:グループ                                  | DNCE                             | ノミネート |
| 2016 | ティーン・チョイス・アワード               | 音楽部門:パーティ曲                                | 「ケーキ・バイ・ザ・オーシャン」 | 受賞       |
| 2016 | ティーン・チョイス・アワード               | シングル曲部門:グループ                            | 「ケーキ・バイ・ザ・オーシャン」 | ノミネート |
| 2016 | ティーン・チョイス・アワード               | Summer Music Star部門:グループ                     | DNCE                             | ノミネート |
| 2017 | iHeartRadio Music Awards                   | 最優秀カバー曲                                     | 「Hands to Myself」              | ノミネート |
| 2017 | iHeartRadio Music Awards                   | 年間最優秀デュオ/グループ                          | DNCE                             | ノミネート |
| 2017 | ピープルズ・チョイス・アワード             | フェイバリット急上昇アーティスト                   | DNCE                             | ノミネート |
| 2017 | ラジオ・ディズニー・ミュージック・アワード | 今年の楽曲                                         | 「ケーキ・バイ・ザ・オーシャン」 | ノミネート |
| 2017 | ラジオ・ディズニー・ミュージック・アワード | 最優秀リップシンク楽曲                             | 「ケーキ・バイ・ザ・オーシャン」 | ノミネート |
| 2017 | ラジオ・ディズニー・ミュージック・アワード | 今年の急上昇アーティスト                           | DNCE                             | ノミネート |